# Rezerwat przyrody Šmolzie
Rezerwat przyrody Šmolzie – rezerwat przyrody (czwarty stopień ochrony) o powierzchni 45,59 ha, zlokalizowany na Słowacji, w regionie Záhorie (Nizina Zahorska) i Parku Krajobrazowym Záhorie (Chránená krajinná oblasť Záhorie), nad rzeką Maliną (zachodni brzeg), na wschód od Záhorskiej Vsi.

## Historia
Rezerwat powołano w 1993.

## Przyroda
Rezerwat zajmuje oddziały leśne nr 221b, c, d1, d2, e, f, g1, g2, h, a także obszar nieleśny nr 230 i chroni pozostałości lasu łęgowego (jesion, wiąz, dąb) z pierwotnym składem gatunkowym. Przedmiotem ochrony są dwa typy siedlisk, trzy gatunki chrząszczy, trzy gatunki ryb, dwa gatunki płazów, a także bóbr europejski.

## Turystyka
Do rezerwatu nie doprowadza żaden znakowany szlak turystyczny, ponieważ położony jest on na odludziu – najbliższy trakt komunikacyjny to szosa z Malacków do Záhorskiej Vsi.